# Gondebeek
De Gondebeek is een riviertje in de Belgische provincie Oost-Vlaanderen.
Het beekje ontspringt in het zuidoosten van Balegem, deelgemeente van Oosterzele, op de grens met Zottegem/Oombergen. Hier draagt de beek de naam Molenbeek. Dit is één van de drie Molenbeken die zijrivieren zijn van de Zeeschelde: de Molenbeek-Gondebeek, de Molenbeek-Cotthembeek en de Molenbeek (Erpe-Mere Bovenschelde).
De Molenbeek/Gondebeek stroomt door de kern van Balegem en neemt er de Begijnenbeek op. Ze loopt langs Scheldewindeke en Moortsele. Ze neemt de Driesbeek op en stroomt verder door Landskouter naar Gontrode, waar de Gondebeek door het natuurgebied Aelmoeseneiebos loopt. Op de grens van Melle en Gontrode stroomt de Gondebeek tussen twee visvijvers door verder naar de Schelde. In 2013 werd daar een pompgemaal geïnstalleerd op de Gondebeek om wateroverlast stroomopwaarts te voorkomen.
De Molenbeek/Gondebeek is een onbevaarbare waterloop categorie 2 met provinciaal nummer OS 180.
Het stroomgebied van de Molenbeek/Gondebeek en haar zijbeken ligt op het grondgebied van de gemeenten Oosterzele, Merelbeke en Melle en heeft een totale oppervlakte van ongeveer 4.500 ha.